# Campeonato Mundial de Clubes de Voleibol Masculino de 2019
O Campeonato Mundial de Clubes de Voleibol Masculino de 2019 foi a décima quinta edição do torneio organizado anualmente pela FIVB. Foi realizado pela 4ª vez no Ginásio Poliesportivo Divino Ferreira Braga em Betim, Minas Gerais, Brasil.
O Volley Lube Civitanova conquistou seu primeiro título vencendo na final o anfitrião Sada Cruzeiro Vôlei, o Zenit Kazan completou o pódio. O melhor jogador da competição foi o levantador brasileiro Bruno Rezende que também foi premiado na posição citada.

## Formato de disputa
Para a classificação dentro do grupo na primeira fase, o placar de 3-0 ou 3-1 garantiu três pontos para a equipe vencedora e nenhum para a equipe derrotada; já o placar de 3-2 garantiu dois pontos para a equipe vencedora e um para a perdedora.
Na primeira fase, os quatro clubes do grupo se enfrentam e avançam para as semifinais, onde o 1° colocado enfrentara o 4° e o 2° enfrentara o 3°. Os vencedores fazem a final e os perdedores disputaram o 3° lugar.

## Local dos jogos
| Todas as partidas    |
| -------------------- |
| Betim                |
| Ginásio Divino Braga |
|                      |
| Capacidade: 6000     |

## Equipes participantes
As seguintes equipes foram qualificadas ou convidadas para a disputa do Campeonato Mundial de Clubes de 2019:
| Equipe                 | Qualificação                                                                     |
| ---------------------- | -------------------------------------------------------------------------------- |
| Sada Cruzeiro Vôlei    | Representante do país sede Campeão do Campeonato Sul-Americano de Clubes de 2019 |
| Al-Rayyan              | 3º colocado do Campeonato Asiático de Clubes de 2019                             |
| Volley Lube Civitanova | Campeão da Liga dos Campeões da Europa de 2018-19                                |
| Zenit Kazan            | Convidado, Vice-campeão da Liga dos Campeões da Europa de 2018-19                |

## Fase classificatória
|  | Qualificados para as semifinais |

### Grupo único
Classificação
|     |                        |     | Jogos | Jogos | Jogos | Pontos | Pontos | Pontos | Sets | Sets | Sets  |
| Pos | Equipe                 | Pts | T     | V     | D     | V      | P      | R      | V    | P    | R     |
| --- | ---------------------- | --- | ----- | ----- | ----- | ------ | ------ | ------ | ---- | ---- | ----- |
| 1   | Volley Lube Civitanova | 7   | 3     | 2     | 1     | 247    | 213    | 1.160  | 8    | 3    | 2.667 |
| 2   | Sada Cruzeiro Vôlei    | 6   | 3     | 2     | 1     | 216    | 195    | 1.108  | 6    | 3    | 2,000 |
| 3   | Zenit Kazan            | 5   | 3     | 2     | 1     | 258    | 256    | 1.008  | 6    | 6    | 1,000 |
| 4   | Al-Rayyan              | 0   | 3     | 0     | 3     | 189    | 246    | 0.768  | 1    | 9    | 0.111 |

Resultados
| 3 de dezembro de 2019 18ː00 P2 AQ | Volley Lube Civitanova | 3 — 0             | Al-Rayyan | Ginásio Poliesportivo Divino Braga, Betim Público: 1 059 Árbitro(s): EUA Ronald Stahl Jr PER Walter Hugo Vera Mechán |
| 3 de dezembro de 2019 18ː00 P2 AQ | 25                     | Set 1 Set 2 Set 3 | 16 18 13  | Ginásio Poliesportivo Divino Braga, Betim Público: 1 059 Árbitro(s): EUA Ronald Stahl Jr PER Walter Hugo Vera Mechán |

| 3 de dezembro de 2019 20ː30 P2 AQ | Sada Cruzeiro Vôlei | 3 — 0             | Zenit Kazan | Ginásio Poliesportivo Divino Braga, Betim Público: 3 236 Árbitro(s): PUR Héctor Ortiz Rivera EUA Ronald Stahl Jr |
| 3 de dezembro de 2019 20ː30 P2 AQ | 25                  | Set 1 Set 2 Set 3 | 20 22       | Ginásio Poliesportivo Divino Braga, Betim Público: 3 236 Árbitro(s): PUR Héctor Ortiz Rivera EUA Ronald Stahl Jr |

| 4 de dezembro de 2019 18ː00 P2 AQ | Zenit Kazan | 3 — 1                   | Al-Rayyan   | Ginásio Poliesportivo Divino Braga, Betim Público: 3 017 Árbitro(s): PER Walter Hugo Vera Mechán ARG Hernán Gonzalo Casamiquela |
| 4 de dezembro de 2019 18ː00 P2 AQ | 21 25       | Set 1 Set 2 Set 3 Set 4 | 25 20 23 21 | Ginásio Poliesportivo Divino Braga, Betim Público: 3 017 Árbitro(s): PER Walter Hugo Vera Mechán ARG Hernán Gonzalo Casamiquela |

| 4 de dezembro de 2019 20ː30 P2 AQ | Sada Cruzeiro Vôlei | 0 — 3             | Volley Lube Civitanova | Ginásio Poliesportivo Divino Braga, Betim Público: 4 200 Árbitro(s): PUR Héctor Ortiz Rivera EUA Ronald Stahl Jr |
| 4 de dezembro de 2019 20ː30 P2 AQ | 23 28 15            | Set 1 Set 2 Set 3 | 25 30 25               | Ginásio Poliesportivo Divino Braga, Betim Público: 4 200 Árbitro(s): PUR Héctor Ortiz Rivera EUA Ronald Stahl Jr |

| 5 de dezembro de 2019 18ː00 P2 AQ | Volley Lube Civitanova | 2 — 3                         | Zenit Kazan | Ginásio Poliesportivo Divino Braga, Betim Público: 1 750 Árbitro(s): EUA Ronald Stahl Jr PER Walter Hugo Vera Mechán |
| 5 de dezembro de 2019 18ː00 P2 AQ | 25 12 20 10            | Set 1 Set 2 Set 3 Set 4 Set 5 | 12 23 25 15 | Ginásio Poliesportivo Divino Braga, Betim Público: 1 750 Árbitro(s): EUA Ronald Stahl Jr PER Walter Hugo Vera Mechán |

| 5 de dezembro de 2019 20ː30 P2 AQ | Sada Cruzeiro Vôlei | 3 — 0             | Al-Rayyan | Ginásio Poliesportivo Divino Braga, Betim Público: 1 923 Árbitro(s): ARG Hernán Gonzalo Casamiquela PUR Héctor Ortiz Rivera |
| 5 de dezembro de 2019 20ː30 P2 AQ | 25                  | Set 1 Set 2 Set 3 | 20 16 17  | Ginásio Poliesportivo Divino Braga, Betim Público: 1 923 Árbitro(s): ARG Hernán Gonzalo Casamiquela PUR Héctor Ortiz Rivera |

## Fase final
- Horário de Brasília

|  | Semifinais             | Semifinais            |   |                       | Final                  | Final |  |
|  |                        |                       |   |                       |                        |       |  |
|  | 7 de dezembro — 17ː00  |                       |   |                       |                        |       |  |
|  | Volley Lube Civitanova | 3                     |   |                       |                        |       |  |
|  | Al-Rayyan              | 0                     |   |                       |                        |       |  |
|  |                        |                       |   |                       |                        |       |  |
|  |                        |                       |   |                       | 8 de dezembro — 12ː30  |       |  |
|  |                        |                       |   |                       | Volley Lube Civitanova | 3     |  |
|  |                        | Sada Cruzeiro Vôlei   | 1 |                       |                        |       |  |
|  |                        |                       |   |                       |                        |       |  |
|  |                        |                       |   |                       |                        |       |  |
|  |                        |                       |   |                       | Terceiro lugar         |       |  |
|  | 7 de dezembro — 14ː00  | 7 de dezembro — 14ː00 |   | 8 de dezembro — 09ː30 | 8 de dezembro — 09ː30  |       |  |
|  | Sada Cruzeiro Vôlei    | 3                     |   | Al-Rayyan             | 0                      |       |  |
|  | Zenit Kazan            | 0                     |   |                       | Zenit Kazan            | 3     |  |

### Semifinais

#### SF1
| 7 de dezembro de 2019 14ː00 P2 AQ | Sada Cruzeiro Vôlei | 3 — 0             | Zenit Kazan | Ginásio Poliesportivo Divino Braga, Betim Público: 3 225 Árbitro(s): PUR Héctor Ortiz Rivera EUA Ronald Stahl Jr |
| 7 de dezembro de 2019 14ː00 P2 AQ | 25                  | Set 1 Set 2 Set 3 | 21 22 23    | Ginásio Poliesportivo Divino Braga, Betim Público: 3 225 Árbitro(s): PUR Héctor Ortiz Rivera EUA Ronald Stahl Jr |

#### SF2
| 7 de dezembro de 2019 17ː00 P2 AQ | Volley Lube Civitanova | 3 — 0             | Al-Rayyan | Ginásio Poliesportivo Divino Braga, Betim Público: 1 275 Árbitro(s): PER Walter Hugo Vera Mechán ARG Hernán Gonzalo Casamiquela} |
| 7 de dezembro de 2019 17ː00 P2 AQ | 25                     | Set 1 Set 2 Set 3 | 15 17 22  | Ginásio Poliesportivo Divino Braga, Betim Público: 1 275 Árbitro(s): PER Walter Hugo Vera Mechán ARG Hernán Gonzalo Casamiquela} |

### Terceiro lugar
Resultado
| 8 de dezembro de 2019 09ː30 P2 AQ | Al-Rayyan | 0 — 3             | Zenit Kazan | Ginásio Poliesportivo Divino Braga, Betim Público: 1 270 Árbitro(s): EUA Ronald Stahl Jr PUR Héctor Ortiz Rivera |
| 8 de dezembro de 2019 09ː30 P2 AQ | 21 18 17  | Set 1 Set 2 Set 3 | 25          | Ginásio Poliesportivo Divino Braga, Betim Público: 1 270 Árbitro(s): EUA Ronald Stahl Jr PUR Héctor Ortiz Rivera |

### Final
Resultado
| 8 de dezembro de 2019 12ː30 P2 AQ | Volley Lube Civitanova | 3 — 1                   | Sada Cruzeiro Vôlei | Ginásio Poliesportivo Divino Braga, Betim Público: 4 000 Árbitro(s): ARG Hernán Gonzalo Casamiquela PER Walter Hugo Vera Mechán |
| 8 de dezembro de 2019 12ː30 P2 AQ | 25 19 31 25            | Set 1 Set 2 Set 3 Set 4 | 23 25 29 21         | Ginásio Poliesportivo Divino Braga, Betim Público: 4 000 Árbitro(s): ARG Hernán Gonzalo Casamiquela PER Walter Hugo Vera Mechán |

## Classificação final
| Posição | Equipe                 |
| ------- | ---------------------- |
|         | Volley Lube Civitanova |
|         | Sada Cruzeiro Vôlei    |
|         | Zenit Kazan            |
| 4       | Al-Rayyan              |

## Premiação
| Campeonato Mundial de Clubes de Voleibol Masculino de 2019 |
| Itália                                                     |
| ---------------------------------------------------------- |
| Volley Lube Civitanova Campeão (1° título)                 |

## Prêmios individuais
A seleção do campeonato foi composta pelos seguintes jogadores:
- MVP:Yoandy Leal